# Familia de coactivadores P300-CBP
La familia de coactivadores p300-CBP se compone, en humanos, de dos proteínas coactivadoras de la transcripción del ADN estrechamente relacionadas:
1. p300 (también llamada EP300 o proteína p300 de unión a E1A)
2. CBP (también conocida como proteína de unión a CREB o CREBBP)

Tanto p300 como CBP interactúan con numerosos factores de transcripción y actúan para aumentar la expresión de sus genes diana.

## Estructura proteica
Las proteínas p300 y CBP tienen estructuras similares. Ambas contienen cinco dominios de interacción de proteínas: el dominio de interacción al receptor nuclear (RID), el dominio KIX (dominio de interacción CREB y MYB), las regiones de cisteína/histidina (TAZ1/CH1 y TAZ2/CH3) y el dominio de unión de respuesta al interferón (IBiD). Los últimos cuatro dominios, KIX, TAZ1, TAZ2 e IBiD de p300, se unen estrechamente a una secuencia que abarca ambos dominios de transactivación 9aaTAD del factor de transcripción p53.  Además, p300 y CBP contienen cada una un dominio histona acetiltransferasa (PAT/HAT) y un bromodominio que se une a lisinas acetiladas y un motivo de dedo PHD con función aún desconocida. Los dominios conservados están conectados por largos tramos de secuencias no estructuradas.

## Regulación de la expresión génica
Se cree que p300 y CBP aumentan la expresión génica de tres maneras:
1. Mediante la relajación de la estructura de la cromatina en el promotor del gen a través de su actividad histona acetiltransferasa (HAT) intrínseca.[4]
2. Reclutando la maquinaria transcripcional basal, incluida la ARN polimerasa II, en el promotor.
3. Actuando como moléculas adaptadoras.[5]

La proteína p300 regula la transcripción uniéndose directamente a factores de transcripción (consulte la referencia externa para ver una imagen explicativa). Esta interacción está gestionada por uno o más de los dominios p300: el dominio de interacción al receptor nuclear (RID), el dominio de interacción CREB y MYB (KIX), las regiones de cisteína/histidina (TAZ1/CH1 y TAZ2/CH3) y el dominio de unión de respuesta al interferón (IBiD). Los últimos cuatro dominios, KIX, TAZ1, TAZ2 e IBiD de p300, se unen cada uno estrechamente a una secuencia que abarca ambos dominios de transactivación 9aaTAD del factor de transcripción p53.
Se sabe que las enhancers (regiones amplificadoras de la expresión génica), que regulan la transcripción genética, están unidas por p300 y CBP. Se ha utilizado CHIP-seq para estas proteínas para predecir enhancers.
Investigaciones realizadas por Heintzman y colaboradores demostraron que el 70% de las uniones de p300 se producen en regiones de cromatina abierta, como se ve por la asociación con sitios hipersensibles a la ADNasa I. Además, han descrito que la mayor parte de la unión de p300 (75%) se produce lejos de los sitios de inicio de la transcripción (TSS) y estos sitios de unión también están asociados con regiones enhancers como se ve mediante el enriquecimiento de H3K4me1. También han encontrado cierta correlación entre p300 y la unión de RNAPII en los potenciadores, que puede explicarse por la interacción física con los promotores o por los ARN enhancers.

## Función en la señalización de la proteína G.
Un ejemplo de un proceso que involucra p300 y CBP es la señalización de la proteína G. Algunas proteínas G estimulan la adenilato ciclasa, lo que produce una elevación del AMPc. El AMPc estimula la PKA, que consta de cuatro subunidades, dos reguladoras y dos catalíticas. La unión del AMPc a las subunidades reguladoras provoca la liberación de las subunidades catalíticas. Luego, estas subunidades pueden ingresar al núcleo para interactuar con factores transcripcionales, afectando así la transcripción génica. El factor de transcripción CREB, que interactúa con una secuencia de ADN llamada elemento de respuesta a AMPc (o CRE), está fosforilado en una serina (Ser 133) en el dominio KID. Esta modificación está mediada por PKA y promueve la interacción del dominio KID de CREB con el dominio KIX de CBP o p300 y mejora la transcripción de los genes diana de CREB, incluidos los genes que ayudan a la gluconeogénesis. Esta vía puede iniciarse mediante la activación de los receptores β-adrenérgicos en la superficie celular por parte de la adrenalina.

## Relevancia clínica
Las mutaciones en CBP, y en menor medida en p300, son la causa del síndrome de Rubinstein-Taybi, que se caracteriza por un retraso mental severo. Estas mutaciones provocan la pérdida de una copia del gen en cada célula, lo que reduce a la mitad la cantidad de proteína CBP o p300. Algunas mutaciones conducen a la producción de una versión muy corta y no funcional de la proteína CBP o p300, mientras que otras impiden que una copia del gen produzca cualquier proteína. Aunque los investigadores no saben cómo una reducción en la cantidad de proteína CBP o p300 conduce a las características específicas del síndrome de Rubinstein-Taybi, está claro que la pérdida de una copia del gen CBP o p300 altera el desarrollo normal.
Los defectos en la actividad de CBP parecen causar problemas en la formación de la memoria a largo plazo.
También se ha comprobado que CBP y p300 están involucrados en múltiples translocaciones cromosómicas raras que están asociadas con la leucemia mieloide aguda. Por ejemplo, los investigadores han encontrado una translocación entre los cromosomas 8 y 22 (en la región que contiene el gen p300) en varias personas con un cáncer de células sanguíneas llamado leucemia mieloide aguda (AML). Se ha encontrado otra translocación, que involucra los cromosomas 11 y 22, en un pequeño número de personas que se han sometido a tratamiento contra el cáncer. Este cambio cromosómico está asociado con el desarrollo de AML después de la quimioterapia para otras formas de cáncer.
Se han identificado mutaciones en el gen p300 en varios otros tipos de cáncer. Estas mutaciones son somáticas, lo que significa que se adquieren durante la vida de una persona y están presentes sólo en determinadas células. Se han encontrado mutaciones somáticas en el gen p300 en una pequeña cantidad de tumores sólidos, incluidos cánceres de colon y recto, estómago, mama y páncreas. Los estudios sugieren que las mutaciones de p300 también pueden desempeñar un papel en el desarrollo de algunos cánceres de próstata y podrían ayudar a predecir si estos tumores aumentarán de tamaño o se extenderán a otras partes del cuerpo. En las células cancerosas, las mutaciones p300 impiden que el gen produzca cualquier proteína funcional. Sin p300, las células no pueden frenar eficazmente el crecimiento y la división, lo que puede permitir la formación de tumores cancerosos.

## Modelos murinos
CBP y p300 son fundamentales para el desarrollo embrionario normal, ya que los ratones que carecen por completo de la proteína CBP o p300 mueren en una etapa embrionaria temprana. Además, los ratones que carecen de una copia funcional (alelo) de los genes CBP y p300 (es decir, son heterocigotos tanto para CBP como para p300) y, por lo tanto, tienen la mitad de la cantidad normal de CBP y p300, también mueren temprano en la embriogénesis. Esto indica que la cantidad total de proteína CBP y p300 es crítica para el desarrollo embrionario. Los datos sugieren que algunos tipos de células pueden tolerar la pérdida de CBP o p300 mejor que todo el organismo. Los linfocitos B o T de ratón que carecen de CBP y p300 se desarrollan con bastante normalidad, pero los que carecen de CBP y p300 no se desarrollan in vivo. En conjunto, los datos indican que, si bien los tipos de células individuales requieren diferentes cantidades de CBP y p300 para desarrollarse o sobrevivir y algunos tipos de células son más tolerantes a la pérdida de CBP o p300 que el organismo completo, parece que muchos, si no todos, los tipos de células puede requerir al menos algo de p300 o CBP para desarrollarse.